# Maroc Telecom
Maroc Telecom (in arabo اتصالات المغرب‎?; Itissalatt Al Maghreb; acronimo: IAM) è la principale azienda di telecomunicazioni del Marocco. Ha circa 220 uffici in tutto il territorio marocchino.
La società è quotata sia alla Borsa di Casablanca (MADEX) che all'Euronext Paris (Euronext: IAM).
Il 1º giugno del 2006 ha lanciato la televisione via ADSL. È il primo servizio in Africa e nel Medio oriente di questo tipo.

## Le origini e la fondazione
L'origine di IAM risale al 1891 quando il sultano Hassan I creò il primo servizio postale del Marocco. Nel 1913, nacque il Telefono e Telegrafo Postale Marocchino prima della pubblicazione di un dahir (Decreto del re) riguardante il monopolio di stato della telegrafia e telefonia.
La fondazione dell'attuale IAM avviene nel 1998.

## Progetti ed investimenti
Nel luglio 2006 Maroc Telecom firmò un contratto con Alcatel per un cavo di rete sottomarino che connetterebbe il Marocco alla Francia. L'obiettivo della società è di aumentare la capacità dei suoi servizi (come la banda larga). Il costo del progetto è di 26 milioni di euro ed è chiamato Atlas Offshore.

## Aziende controllate
La IAM detiene i capitali di diverse aziende di telecomunicazioni africane, tra i quali:
- ONATEL (51%)[2]
- Mauritel (51%)
- SOTELMA (51%)
- Gabon Telecom (51%)
- Benin Telecom (100%)